# Jayme Monjardim
Jayme Monjardim Matarazzo (San Paolo, 19 maggio 1956) è un regista brasiliano.

## Biografia
Appartiene a una nota famiglia di origine italiana, essendo discendente di Francesco Matarazzo. Sua madre era la cantante Maysa.
Ha iniziato la sua carriera in Italia come aiuto regista di Michelangelo Antonioni. Rientrato in Brasile, si è dedicato per qualche tempo alla realizzazione di cortometraggi e documentari, per poi passare alle telenovelas. Ha lavorato per Rede Bandeirantes, Rede Manchete e Rede Globo: lo si ricorda soprattutto per aver diretto Pantanal e Terra nostra. Portano la sua firma anche alcune pellicole cinematografiche, tra cui Olga.

## Vita privata
Si è sposato quattro volte: in seconde nozze ha impalmato l'attrice Ingra Liberato, da lui diretta in Pantanal. Dal 2007 Monjardim è marito della cantante Tania Mara. Ha quattro figli: l'unico matrimonio da cui non ne sono nati è stato quello con Ingra Liberato. In onore di sua madre Maysa, il regista ha dato lo stesso nome all'ultimogenita.

## Filmografia

### Televisione
- Braço de ferro - serie TV (1983)
- Amor com amor se paga - serie TV (1984)
- Partido alto - serie TV (1984)
- Corpo a corpo - serie TV (1 episodio) (1984)
- Roque Santeiro - serie TV (1985)
- Il cammino della libertà (Sinhá Moça) - serie TV (1986)
- Diritto d'amare (Direito de Amar) - serie TV (1987)
- O canto das sereias - miniserie TV (8 episodi) (1990)
- Pantanal - telenovela (1 episodio) (1990)
- A história de Ana Raio e Zé Trovão - serie TV (1990)
- A idade da loba - serie TV (1995)
- La scelta di Francisca (Chiquinha Gonzaga) - telenovela (37 episodi) (1999))
- Terra nostra - serie TV (1999)
- Vento di passione (Aquarela do Brasil) - telenovela (4 episodi) (2000)
- O clone - telenovela (221 episodi) (2001-2002)
- Garibaldi, l'eroe dei due mondi (A Casa das Sete Mulheres) - telenovela (7 episodi) (2003)
- América - serie TV (2005)
- Pagine di vita (Páginas da vida) - serie TV (203 episodi) (2006-2007)
- Maysa - Quando fala o coração - serie TV (1 episodio) (2009)
- Viver a vida - serie TV (1 episodio) (2009)
- A princesa e o vagabundo - film TV (2010)
- Divã - serie TV (8 episodi) (2011)
- A vida da gente - telenovela (1 episodio) (2011)
- Roberto Carlos Especial - miniserie TV (3 episodi) (2011-2013)
- Acampamento de férias 3 - miniserie TV (5 episodi) (2012)
- Flor do caribe - serie TV (3 episodi) (2013)
- Em família - telenovela (2 episodi) (2014)
- Sete vidas - serie TV (3 episodi) (2015)

### Cinema
- Olga (2004)
- O Tempo e o Vento (2013)
- O Vendedor de Sonhos (2016)